# Nokia N900
De Nokia N900 is een mobiel internettoestel en smartphone van Nokia die de N810 opvolgt. Het standaardbesturingssysteem is Maemo 5. Het is het eerste Nokia toestel met een TI OMAP3 microprocessor met de ARM Cortex-A8 kern. De N900 verschilt vooral van de voorgaande Nokia Internet Tablets doordat er met dit toestel wel gebeld kan worden.
Het toestel wordt gebruikt als een 5 megapixel camera, een draagbare mediaspeler en een mobiel internettoestel met e-mail en een volledige webbrowser. Het kwam op 11 november 2009 op de markt in de Verenigde Staten en 9 Europese landen.
N70 · N71 · N72 · N73 · N73 Music Edition · N75 · N76 · N77 · N80 · N81 · N82 · N85 · N90 · N91 · N92 · N93 · N93i · N95 · N96 · N97 · N800